# イーストマン・カラー
イーストマン・カラー（Eastman Color）とはイーストマン・コダック（現・コダック）社が1952年に発表した映画用の一本巻のネガ・カラーフィルムである。20世紀フォックスではデラックスカラー、メトロ・ゴールドウィン・メイヤーではメトロカラー、ワーナー・ブラザースではワーナーカラーと称した。
35mmのフィーチャー映画製作に用いられ、1950年代半ばまでにはテクニカラーが開発・完成させた先発の三色分解ネガシステムを利用したカラーフィルムを駆逐してしまった。その主な理由はイーストマン・カラーは通常の白黒カメラで使用可能であり、システムも簡単でより安価であったからである。
イーストマン・カラーは今日でも主要なカラーフィルムとして使われ続けている。
初期のイーストマン・カラーには褪色が生じたが、改良によりこの問題は軽減した。